# Жених для Лауры
«Жених для Лауры» (исп. Un novio para Laura) — аргентинская музыкальная комедия Хулио Сарасени со знаменитой актрисой и певицей Лолитой Торрес в главной роли. Фильм был чёрно-белым, но финальная сцена, где Лолита Торрес исполняет песню Despierta mi amor, была снята в цвете (в части копий цвет был утрачен). В СССР фильм вышел в прокат в 1958 году. По оценкам критиков, это один из лучших фильмов актрисы и как комедия, и как мюзикл.

## Сюжет

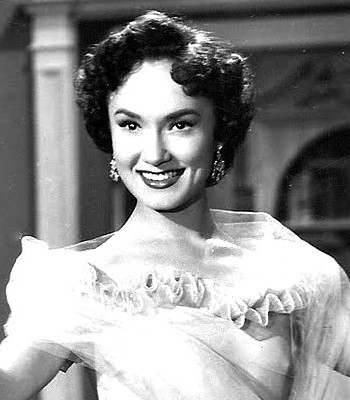
Лолита Торрес в роли Лауры

Семья незадачливого бизнесмена Рамиро Мендеса, у которого три дочери — взрослые девушки Лаура и Патрисия, и школьница лет 11 — Лилиана, на грани разорения. Раньше они жили за счет их родственника и крестного отца Лауры, богатого фермера дядюшки Грегорио, но в последний момент он решил перестать их держать на плаву. Лаура, у которой прекрасный голос и музыкальное образование, решила идти работать в театр и почти сразу стала ведущей солисткой. Она написала о своём успехе Грегорио, но результат был неожиданным — Грегорио как человек консервативных взглядов, не любящий богемную жизнь, очень рассердился, что семья живет за счет его любимой крестницы Лауры. Приехав в Буэнос-Айрес, он предложил Лауре порвать с театром, сказав, что будет сам выплачивать ей ту сумму, которую она зарабатывала, но та отказалась.
Тогда он сказал что готов дать в качестве приданого 300 000 песо за каждую дочь, выходящую замуж и ещё несколько десятков тысяч песо родителям за каждую свадьбу, но при этом поставил условие, чтобы Лаура как старшая дочь и его крестница вышла замуж первой. У Патрисии уже был жених Анибал, и они могли пожениться сразу, но из-за самодурства дядюшки Грегорио она может получить приданое только если Лаура вступит в брак раньше.
У Лауры не было никого, с кем бы она могла связать свою судьбу. Тогда она, чтобы обеспечить счастье Патрисии и спасти семью от разорения, решает выйти замуж, предложив фиктивному жениху в качестве оплаты 60 000 песо из предполагаемого приданого. У Анибала был приятель Дамиан Динардо, любитель пожить в свое удовольствие, и он согласился стать женихом Лауры…
В конце фильма, как и требуется в комедии, всё заканчивается счастливо.

## В ролях
- Лолита Торрес — Лаура Мендес
- Альберто Берко — Дамиан Динардо
- Франциско Альварес — дядюшка Грегорио
- Изабель Прадас — Флоринда, мать Лауры
- Хулиан Бургес — Фелипе Арильяга
- Хосе Комеллас — Рамиро, отец Лауры
- Диана Мириам Джонс — Лилиана, младшая сестра Лауры
- Лириа Марин — Патрисия, средняя сестра Лауры
- Роландо Дюма — Анибал, жених Патрисии

## Съёмочная группа
- Автор сценария: Абель Санта Крус
- Режиссёр: Хулио Сарасени
- Оператор: Висенте Косентино
- Композитор: Рамон Сарсосо
- Балетмейстеры: Хермен Хелпи и Марио Ванарелли